# (470523) 2008 CS190
(470523) 2008 CS190, também escrito como (470523) 2008 CS190, é um objeto transnetuniano que está localizado no cinturão de Kuiper, uma região do Sistema Solar. Este objeto está em uma ressonância orbital de 3:5 com o planeta Netuno. Ele possui uma magnitude absoluta de 6,1 e tem cerca de 265 km de diâmetro. O astrônomo Mike Brown lista este corpo celeste em sua página na internet como um candidato a possível planeta anão.

## Descoberta
(470523) 2008 CS190 foi descoberto no dia 11 de fevereiro de 2008.

## Órbita
A órbita de (470523) 2008 CS190 tem uma excentricidade de 0,165 e possui um semieixo maior de 42,621 UA. O seu periélio leva o mesmo a uma distância de 35,595 UA em relação ao Sol e seu afélio a 49,647 UA.